# Carol Isherwood
Pas d'image ? Cliquez ici

b Matchs officiels uniquement.
Carol Isherwood, née le 27 juillet 1961, est une joueuse et dirigeante anglaise de rugby à XV.

## Biographie
Carol Isherwood naît à Leigh, dans la banlieue de Manchester le 27 juillet 1961. Elle joue pour la première fois au rugby en 1981 alors qu'elle étudie l'histoire à l'Université de Leeds et y crée une équipe féminine. 
Elle a été capitaine de l'équipe de Grande-Bretagne contre la France en 1986, puis de l'équipe d'Angleterre lors de son premier match contre celle du Pays de Galles en 1987.
Elle participe à la fondation de la Rugby Football Union for Women et est en septembre 2009 la première femme nommée au comité de l'IRB. 

## Distinctions
Elle est faite Officier de l'Ordre de l'Empire britannique en 2003 pour services rendus au rugby féminin. 
Elle a été l'une des six premières femmes intronisées au Temple de la renommée de l'IRB en novembre 2014,.